# Phorocera calyptrata
Phorocera calyptrata là một loài ruồi trong họ Tachinidae.